# Шишкина, Людмила Владимировна
Людмила Владимировна Шишкина (девичья фамилия Тур; род. 20 июня 1987 года, Обь, Новосибирская область, СССР) — российская биатлонистка, чемпионка и призёр чемпионата России, мастер спорта по биатлону (2007), участница чемпионата мира по летнему биатлону 2011 года.

## Биография
Людмила Шишкина родилась 20 июня 1987 года в городе Обь Новосибирской области. Начала заниматься спортом в ДЮСШ «Темп» Болотнинского района Новосибирской области. Позднее стала заниматься в новосибирском СДЮШОР по биатлону «Локомотив» у тренеров Басова Сергея Николаевича, Иванова Валерия Владимировича, Попова Константина Сергеевича, Хаманова Геннадия Викторовича, Челюканова Геннадия Егоровича. В 2007 году Людмила получила звание мастера спорта по биатлону.
В 2008 году Людмила Шишкина родила ребёнка и на два года прекратила участие в соревнованиях. Первым её выступлением после возвращения в спорт стал первый этап Кубка России по биатлону 2010 года, на котором она заняла четвёртое место в спринте.
По состоянию на 2012 год высшим достижением спортсменки в международных соревнованиях является пятое место на чемпионате мира по летнему биатлону 2011 года в спринте на 7,5 км.

## Спортивные достижения
Чемпионка России по биатлону 2013 года в супер-спринте и гонке патрулей, 2014 года — в эстафете и командной гонке, 2016 — в гонке патрулей. Серебряный (2010, 2012 — патрульная гонка на 20 км) и бронзовый (2011, 2017 — патрульная гонка на 20 км; 2013 — смешанная эстафета) призёр чемпионатов России.
В летнем биатлоне — чемпионка России 2013 года в эстафете, серебряный призёр 2014 года в эстафете, бронзовый призёр 2012 года в эстафете и 2013 года в индивидуальной гонке.

## Инвентарь
- Лыжи — Fischer
- Лыжные ботинки — Madshus

## Личная жизнь
Супруг — биатлонист Денис Шишкин. Есть сын.